# Amikacin
Amikacin je aminoglikozidni antibiotik, ki se uporablja za zdravljenje različnih bakterijskih okužb. Deluje tako, da se veže na ribosomsko podenoto 30S, kar povzroči nepravilno prevajanje mRNA; posledično bakterija ne more sintetizirati beljakovin, bistvenih za njeno rast.

## Način uporabe
Amikacin se daje enkrat ali dvakrat dnevno po intravenski ali intramuskularni poti uporabe. Peroralna oblika ni na voljo. Pri osebah z ledvičnimi okvarami je potrebna prilagoditev odmerka.

## Indikacije
Amikacin se uporablja predvsem pri resnih bolnišničnih okužbah z večkratno odpornimi gramnegativnimi bakterijami, kot so Pseudomonas aeruginosa, Acinetobacter in Enterobacter. 
Pri empiričnem zdravljenju bolnikov z nevtropenijo in vročino se lahko uporablja v kombinaciji z betalaktamskimi antibiotiki.

## Neželeni učinki
Neželeni učinki pri amikacinu so podobni tistim pri drugih aminoglikozidih. Najpomembnejša neželena učinka sta nefrotoksičnost (škodljivi učinki na ledvice) in ototoksičnost (škodljivo delovanje na sluh). Zato je treba spremljati krvno koncentracijo zdravila in označevalcev ledvičnih poškodb. 